# Luce Douady
Luce Douady (Le Touvet, Isèra, França, 17 de novembre de 2003 - Saint-Pancrasse, França, 14 de juny de 2020) va ser una escaladora francesa.
Debutà professionalment al circuit de la Copa del Món d'escalada IFSC, on va acabar en el cinquè lloc, i es va convertir en campiona del món juvenil el 2019. També va guanyar la medalla de bronze en nivell sènior als Campionats d'Europa d'escalada en IFSC del 2019.
Douady va morir el 14 de juny de 2020, amb 16 anys, després d'una caiguda d'un camí d'aproximació a "Le Luisset - St Pancrasse", al departament de l'Isère de França.

## Biografia
Començà a escalar, amb set anys, al TCGM, el club vallesà de Grésivaudan, després es va incorporar al club Chambéry, amb nou anys, allà va practicar aquest esport a un alt nivell, mentre es va incorporar al centre d'esperança de Voiron el 2017, després a l'equip nacional francès l'octubre de 2019.
El 2019, amb quinze anys, encara en cadet, va participar en la seva primera competició sènior, la Copa d'Europa d'Innsbruck, i va obtenir una inesperada medalla d'or. Després, a la seva primera parada del Mundial Sènior a Vail, Colorado, va arribar a la final amb un prometedor cinquè lloc. Posteriorment, es va convertir en campiona del món júnior a la prova de blocs a Arco (Trento, Itàlia) després de guanyar una medalla de bronze en la prova de dificultat. El mateix any, va obtenir una medalla de bronze als campionats europeus sèniors en la prova de dificultat.
Ella era una gran esperança per escalar i formava part de la "generació París 2024". Escalant també en llocs naturals, va assolir el 2020 un nivell 8b + (segons la classificació francesa) mentre que les millors actuacions femenines en escalada en roca van ser en 9b.
El 14 de juny de 2020, en una sortida d'entrenament amb uns companys, al lloc d'escalada de Saint-Pancrasse, situat a la vall de Grésivaudan (Isère) va patir un accident d'escalada, mentre era en un camí exposat, que enllaçava dos sectors i estava equipat amb un passamà, a la vora del cingle de Luisset, a prop de Crolles. Va relliscar i va morir després d'una caiguda d'uns cent cinquanta metres.